# کاروانسرای برمیر
کاروانسرای بِرِمیر در غرب شهر گراش واقع در شهرستان گراش استان فارس در مسیر جاده کاروان‌رو گراش- لامرد واقع شده‌است. با توجه به معماری بنا، ساخت آن، متعلق به دروه قاجاریه است.نام این کاروانسرا به دلیل مجاورت با برکه میر به کاروانسرای بر میر مشهور شده‌است. مصالح ساخت کاروانسرا شامل: سنگ و ملات و گچ است. ایوان (سردر ورودی) بنا، در سمت شمال واقع شده‌است. ضلع جنوبی و ضلع شمالی فاقد ساخت و ساز بوده و تنها به وسیله یک دیوار محصور شده‌است. ساخت و ساز کاروانسرا در ضلع شرقی و غربی آن است. دیوارهای خارجی بنا، دارای پشتیبان‌هایی است که از خطر ریزش بنا جلوگیری می‌کند. این پشتیبانها در بدنه شمالی و جنوبی و غربی دو تایی و در بدنه شرقی سه تایی است.
در بدنه شرقی، فضای مرکزی آن دارای طاق و تویزه‌است که یک ورودی آن را به دو اتاق تو درتو با پوشش گنبدی شکل متصل می‌سازد. در بخش جنوبی آن نیز یک فضای مرکب از فضای گنبد دار که پشت آن فضا با پوشش طاق و تویزه ساخته شده‌است. این تغییر ات در این بناً به دلیل نوع کابردی فضاها بوده‌است. قسمت غربی کاروانسرا، پوشش یکسانی دارد به نحوی که فضای مرکزی دارای پوشش گنبدی شکل بوده و در دو طرف آن، در شمال و جنوب دو اتاق گنبددار، ساخته شده‌است. دو اتاق مجاور اتاق مرکزی دو در ورودی جهت دسترسی به حیاط کاروانسرا دارند. طاقهای ورودی‌ها به صورت تیزه‌دار است قطر دیواره‌های بنا ۵۰ سانتیمتر و فقط دیوار بیرونی ضلع شرقی ۸۰ سانتیمتر است. 
این اثر در تاریخ ۲۵ اسفند ۱۳۷۹ با شمارهٔ ثبت ۳۳۹۵ به‌عنوان یکی از آثار ملی ایران به ثبت رسیده است.